# Маэл Дуйн мак Маэл Фитрих
Маэл Дуйн мак Маэл Фитрих (др.‑ирл. Máel Dúin mac Máele Fithrich; погиб в 681) — король Айлеха (668—681) из рода Кенел Эогайн.

## Биография
Маэл Дуйн принадлежал к септу Кенел Майк Эрке. Он был сыном короля Айлеха Маэл Фитриха мак Аэдо, скончавшегося в 630 году. После смерти в 668 году Ферга мак Крундмайла из септа Кенел Ферадайг Маэл Дуйн сам получил власть над Айлехом. Хотя в трактате «Laud Synchronisms» Маэл Дуйн наделялся одиннадцатью годами правления, этот монарх владел престолом до 681 года.
По свидетельству ирландских анналов, Маэл Дуйн мак Маэл Фитрих вёл активную политику, целью которой было утверждение Айлеха в качестве сильнейшего королевства Северных Уи Нейлов. В 675 году он разбил в сражении при Дун Форго (около Лох-Фойла) короля Айргиаллы Дунхада мак Ултайна из рода Уи Мак Кайртинн. Король Дунхад пал на поле боя. Эта победа позволила Маэл Дуйну взять под контроль земли между реками Фойл и Ро.
Однако уже в 676 году королевская резиденция Маэл Дуйна мак Маэл Фитриха была разрушена верховным королём Ирландии Финснехтой Пиролюбивым из рода Сил Аэдо Слане. Вероятно, причиной войны были притязания Финснехты на гегемонию над правителями Северных Уи Нейллов.
В 681 году Маэл Дуйн мак Маэл Фитрих успешно воевал с коалицией короля Дал Арайде Дунгала Эйлни мак Скандайла и правителя гленн-гейминских кианнахтов Кенн Фаэлада мак Суибни. В анналах этот конфликт упоминается как «сожжение королей в Дун Кейтирне» (в современном графстве Лондондерри). Однако в начале зимы этого года Маэл Дуйн был разбит в сражении при Бла Слейбе и пал на поле боя. Его противниками были гленн-гейминские кианнахты и Фланн мак Маэл Туйле, его дальний родственник из конкурировавшего с семьёй Маэл Дуйна септа Кенел Ферадайг. После гибели Маэл Дуйна его победитель Фланн стал новым правителем Айлеха.
Маэл Дуйн мак Маэл Фитрих был женат на Кахт, дочери верховного короля Ирландии Келлаха мак Маэл Кобо. Его сын от этого брака — Фергал мак Маэл Дуйн — был правителем Айлеха и верховным королём Ирландии. Потомки Маэл Дуйна получили известность как семья О Далайг.